# PGM3
PGM3 (фосфоглюкомутаза 3) — один из видов фосфоглюкомутаз, белок, кодируемый геном PGM3, расположенным на длинном плече 6-й хромосомы человека. Фосфоглюкомутаза 3 синтезируется в основном в эритроцитах. Частота распространения различных аллелей гена PGM3 может использоваться в популяционных исследованиях.
Исследование концентрации фосфоглюкомутазы 3 в тканях может использоваться в диагностике некоторых форм рака.
Фосфоглюкомутазы PGM1, PGM2, PGM3 в значительных концентрациях содержатся в тканях плаценты. Они играют важную роль в углеводном обмене её тканей.